# Poder reductor
El poder reductor és un terme que es refereix a la capacitat de certes biomolècules d'actuar com donadores d'electrons (i protons) en reaccions metabòliques d'òxido-reducció.
Durant el catabolisme, les reaccions d'oxidació arrenquen electrons i protons dels substrats, que van a parar a certs coenzims que es «carreguen» (es redueixen) amb ells. Aquests coenzims reduïts tenen ara poder reductor, ja que acabaran cedint els seus electrons i protons, procés imprescindible per a generar energia o per a les reaccions anabòliques; és a dir, els electrons i protons transportats pels coenzims poden cedir-se:
- a la cadena respiratòria, amb la qual cosa es generarà energia (ATP)
- a un altre substrat que es reduirà (anabolisme)

Les reaccions del catabolisme són fonamentalment reaccions d'oxidació. Tanmateix, els processos d'oxidació i de reducció són conjugats i no es donen per separat. Perquè un substrat s'oxidi ha d'haver alguna molècula que es redueixi.
Aquestes molècules són anomenades molècules de poder reductor, actuen com conjugat del substrat per a formar un parell redox. Acostumen a ser derivats vitamines, i els més usuals són el NADH, el NADPH, el FMNH₂ i el FADH₂ (derivats de la vitamina B).
Aquestes molècules tenen gran importància en la respiració cel·lular, ja que les seves formes reduïdes aportaran els electrons per a aconseguir ATP (hipòtesi quimiosmòtica de Mitchell), així com altres processos, com la formació de gliceraldehid-3-fosfat en el cicle de Calvin.